# 台東区立平成小学校
台東区立平成小学校（たいとうくりつ へいせいしょうがっこう）は、東京都台東区台東4丁目にある公立小学校。

## 沿革
出典
- 1990年（平成2年）
  - 4月1日 - 二長町小学校と竹町小学校が統合し、開校。
  - 4月6日 - 開校式挙行。
  - 10月30日 - 開校記念式典挙行。
- 2002年（平成14年）2月22日 - 第2回20年タイムカプセルを埋蔵。
- 2005年（平成17年）2月25日 - 屋上緑化工事が完成。
- 2010年（平成22年）5月31日 - 特別支援（情緒）通級指導学級「すずかけ学級」設置し、同日から通級開始。
- 2017年（平成29年）5月1日 - 特別支援教室（すずかけ教室）拠点校設置。
- 2018年（平成30年）
  - 7月 - 大規模改修工事開始。
  - 11月2日 - 平成29・30年度台東区オリンピック・パラリンピック教育推進校。台東区おもてなし英会話指定校。
- 2020年（令和2年）3月31日 - 大規模改修工事が終了。
- 2022年（令和4年）2月22日 - 第2回20年タイムカプセル開封。

## 通学区域
東京都台東区教育委員会によって指定されている平成小学校の通学区域は、以下の通り。
- 台東一丁目（全域）
- 台東二丁目（全域）
- 台東三丁目（全域）
- 台東四丁目（全域）
- 上野5丁目（1番-9番）
- 秋葉原（全域）

## 進学先中学校
公立中学校に進学する場合は次の1校が東京都台東区教育委員会により指定されている。
- 台東区立御徒町台東中学校

## アクセス
- 都営地下鉄大江戸線・首都圏新都市鉄道つくばエクスプレス線新御徒町駅（A2出口）から、徒歩約2分。
- 東京メトロ日比谷線仲御徒町駅（3番出口）から、徒歩約7分。
- JR東日本山手線・京浜東北線御徒町駅（北口）から、徒歩約10分。

## 周辺
- 台東区立竹町幼稚園 - 同一建物内で、かつ進級前幼稚園のひとつ。
- 台東区立竹町公園 - 敷地が隣接。
- 秋葉神社 - 敷地が隣接。
- ライフサポート（株）ゆらりん竹町保育園 - 台東区道をはさんで、敷地が隣接。かつ進級前保育園のひとつ。
- まいばすけっと仲御徒町店 - 台東区道をはさんで、敷地が隣接。
- 東京都道453号本郷亀戸線